# Escudo de Cañar
El Consejo Provincial del Cañar, el 23 de abril de 1954 aprobó la Ordenanza que otorgó los símbolos provinciales Escudo y Bandera
La media luna plata simboliza el astro rey de los Cañaris; el haz de laurel y la espiga de trigo, denotan la riqueza agrícola de la provincia. Las 7 estrellas de oro representan los cantones de Azogues, Biblián, Cañar, La Troncal, Tambo, Déleg y Suscal. El árbol es de capulí símbolo del amor de los moradores de la provincia. Y la Tea estilizada, representa el anhelo de felicidad y paz de la provincia, para hacer de la ciencia y el arte medios de superación.
- Datos: Q28663712